# Anguthimri jezik
Anguthimri jezik  (ISO 639-3: awg; isto i: Angadimi, Angutimi, Ba:tyana, Batjana, Mbatyana, Ngerikudi, Nggerikudi, Nggirikudi, Nigger-Ikudi, Ra:kudi, Wimaranga, Wimarangga, Wimarango, Wimmarango, Yopngadi, Yupangati, Yupnget, Yupungati, Yupun-Gatti, Yuupngati), danas izumrli jezik porodice pama-nyunga uže podskupine sjevernih pama jezika, koji se govorio na sjeveru poluotoka York u Queenslandu, Australija, na ušću rijeke Mission zapadno do Duyfken Pointa, sjeverno do rijeke Pennefather i na rijeci Wenlock između Batavia Landinga i Gibson Waterhole.
Nije poznato kada je umro posljednji govornik. Priznat je 3. veljače 2012. Dijalekt: Mpakwithi.